# Comisión Presidencial del Estatus de la Mujer

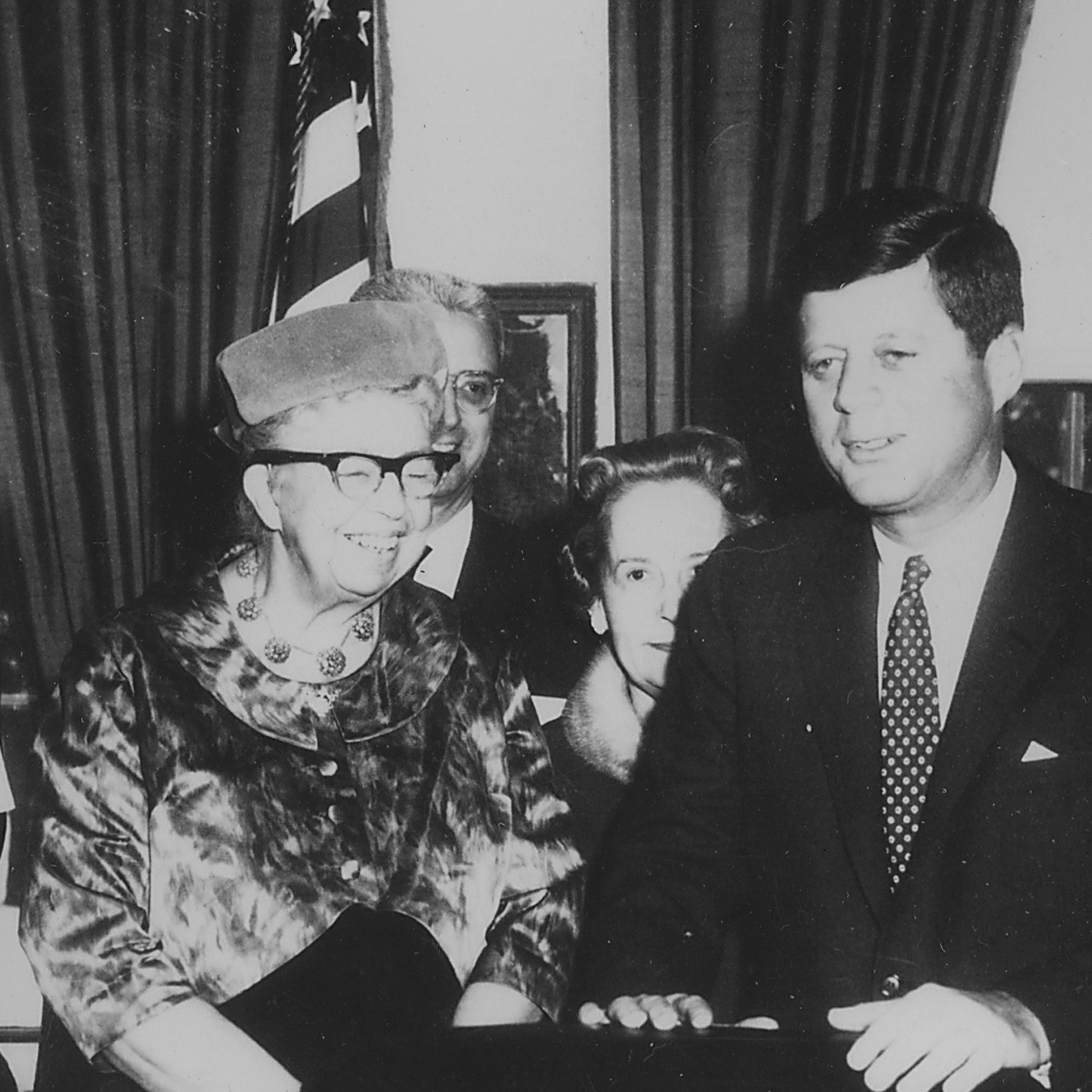
Eleanor Roosevelt y John F. Kennedy (Comisión Presidencial sobre la Condición Jurídica y Social de la Mujer,1965.

La Comisión Presidencial del Estatus de la Mujer (President's Commission on the Status of Women, en inglés) fue una comisión establecida por el presidente de los Estados Unidos, John F. Kennedy, mediante una orden ejecutiva en 1961. Esta comisión tenía como objetivo asesorar al presidente y al gobierno en cuestiones relacionadas con la igualdad de género y los derechos de las mujeres en la sociedad estadounidense.
La comisión estaba encabezada por Eleanor Roosevelt, quien había sido la Primera Dama de los Estados Unidos durante el mandato de su esposo, Franklin D. Roosevelt. Eleanor Roosevelt desempeñó un papel fundamental en la creación y el trabajo de la comisión, y abogó por la igualdad de género y los derechos de las mujeres.
La Comisión Presidencial del Estatus de la Mujer realizó investigaciones, recopiló datos y emitió recomendaciones para abordar la discriminación y la desigualdad de género en áreas como el empleo, la educación y la igualdad salarial. Su trabajo contribuyó al avance de los derechos de las mujeres en los Estados Unidos y a la promoción de la igualdad de género en la sociedad y la política del país. La comisión operó durante varios años y tuvo un impacto significativo en la promoción de los derechos de las mujeres.